# Skärkinds tingslag
Skärkinds tingslag var ett tingslag Östergötlands län och från 1853 i Hammarkinds, Stegeborgs och Skärkinds domsaga. Tingslaget bildades 1680 och upplöstes 1904 då tingslaget uppgick i Hammarkind och Skärkinds tingslag

## Ingående områden
Tingslaget omfattade Skärkinds härad.